# الأسرة المصرية الرابعة والعشرون
الأسرة الرابعة والعشرون هي مجموعة قصيرة العمر من الفراعنة الذين اتخذوا عاصمتهم في سايس، في غرب الدلتا. حكام معروفون في تاريخ مصر. وتعتبر تلك الأسرة جزءاً من الفترة الانتقالية الثالثة.
| الاسم                 | تواريخ         |
| --------------------- | -------------- |
| تف ناختي الأول        | غير معلومة     |
| با كن رع نف (بوكوريس) | 725 - 720 ق.م. |

تف ناختي الأول شكل تحالفاً من الممالك الصغيرة بالدلتا لإخضاع مصر العليا. تلك الحملة استرعت انتباه پيي، ملك النوبة، الذي سجل تفاصيل انتصاره على، وإخضاعه تف ناختي وحلفاءه في مدونة مفصلة.